# Wakauraia
Wakauraia is een geslacht van weekdieren uit de klasse van de Gastropoda (slakken).

## Soorten
- Wakauraia fukudai Golding, 2014
- Wakauraia sakaguchii (Kuroda & Habe, 1954)